# Malzfabrik Grevesmühlen

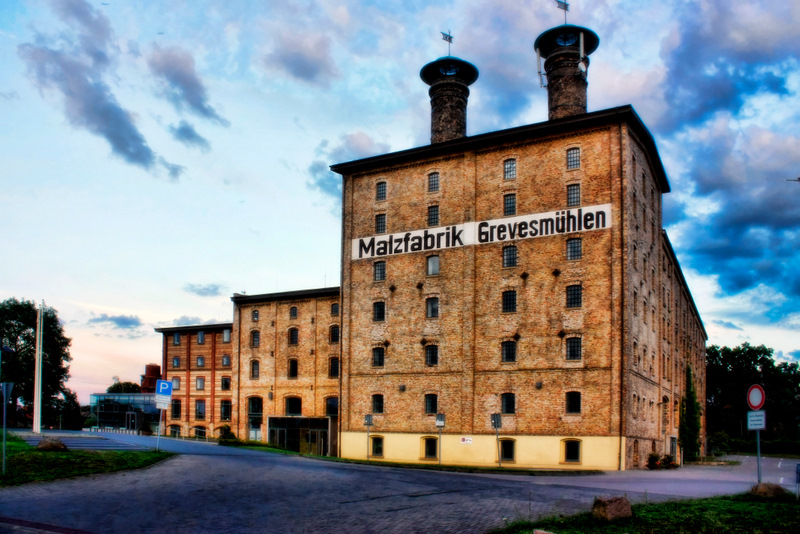
Alte Mälzerei

Die Malzfabrik Grevesmühlen wurde 1873 auf dem von Brauer Heintzmann erbauten Felsenkeller errichtet. Heute hat ein Teil der Verwaltung des Landkreises Nordwestmecklenburg seinen Sitz in dem denkmalgeschützten Gebäude.

## Lage
Die Malzfabrik Grevesmühlen liegt am Börzower Weg in Grevesmühlen, der ehemaligen Kreisstadt des Landkreises Nordwestmecklenburg.

## Bauabschnitte

### Bauphase I
| Ort:               | Börzower Weg 3, 23936 Grevesmühlen |
| Beginn des Umbaus: | 1893                               |
| Fertigstellung:    | 1898                               |
| Grundfläche:       | 3.000 m²                           |
| Nutzungsfläche:    | 15.000 m²                          |

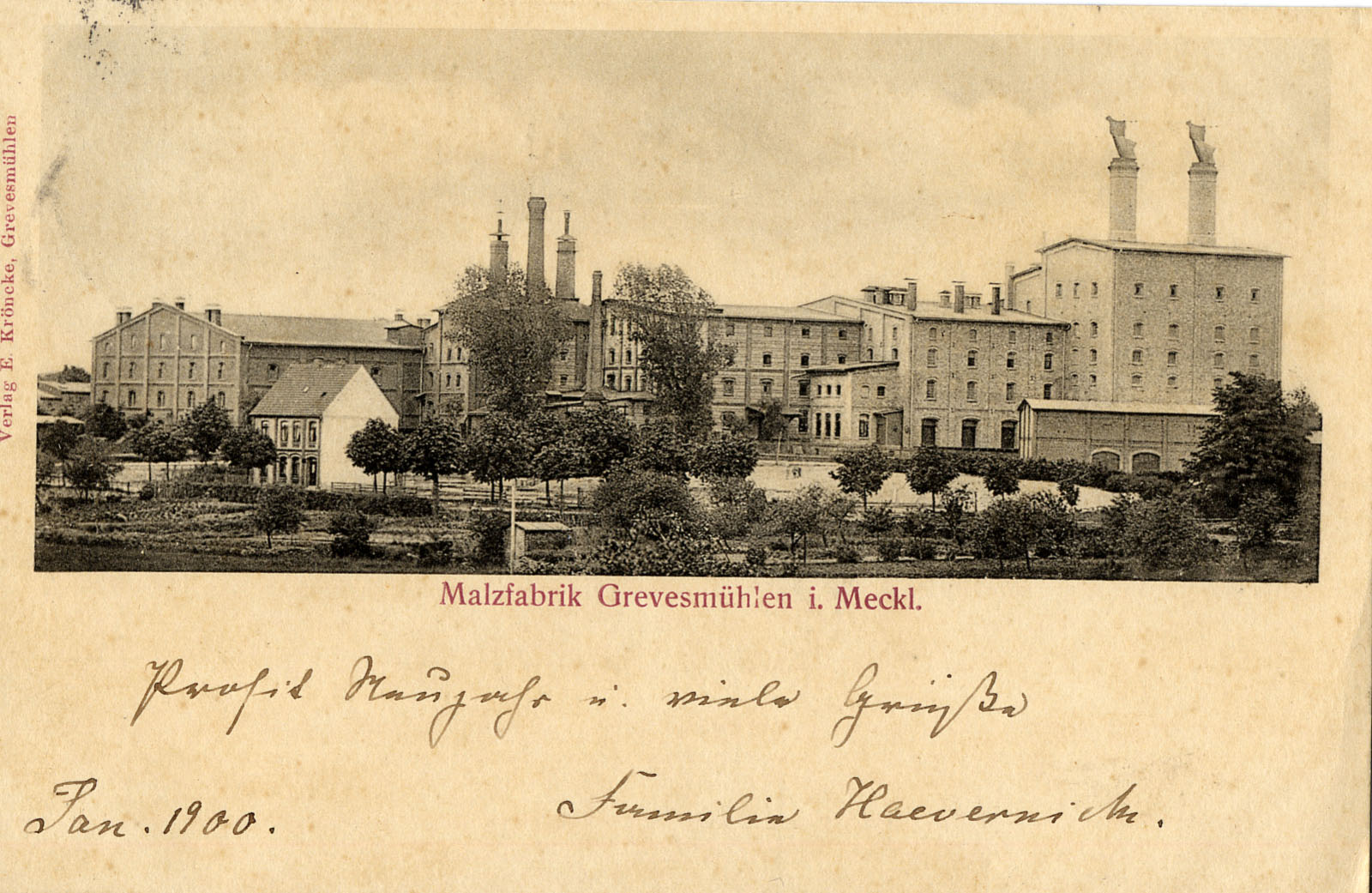
Ansichtskarte aus dem Jahr 1900

1893 begann der Aufbau des Gebäudekomplexes „Malzfabrik“. Zu diesem Zeitpunkt gehörte ein Lager- und Eiskeller mit viergeschossigem Neubau zum Malzfabrikgebäude.
Die Räume bestanden aus gelben Ziegelsteinen. Die Fassaden wiesen Läuferschichten und aus roten Ziegelsteinen gemauerte Pfeiler sowie Rundbogenfensterstürze auf. Den Abschluss der Fassade zum Dach hin bildeten girlandenartige Verzierungen aus roten Ziegelsteinen. Die dazugehörige Darre war von gleicher Struktur. Zum Komplex gehörten auch eingeschossige Anbauten, in denen Dampfmaschinen zur Wärmelieferung untergebracht waren.

### Bauphase II
1894/95 wurde der Gebäudekomplex vergrößert. Auf dem Keller wurde ein viergeschossiges Gebäude mit roten Ziegelsteinen errichtet. Die Erbauung einer zweiten Darre wurde vollzogen. Die alten und neuen Gebäudeteile wurden zusammengeschlossen, um einen besseren Transport zwischen den Räumen zu ermöglichen. Das neue Gebäude wurde durch pfeilartige Strukturen, Läuferschichten und Rundbogenfenster an das Alte angepasst, doch weist es ein anderes Aussehen auf.

### Bauphase III
Der Bau (1897/1898), der im Ost- und Nordteil begann, erfolgte nun auch im West- und Südteil. Er umfasste die Errichtung von Tennen und weiteren Darren. Zehn Meter hohe Dunstschlote überragten das Gebäude. Die darauf gesetzten, fünf Meter hohen helmartigen Abdeckungen waren über Jahrzehnte das eigentliche Wahrzeichen der Malzfabrik. Das in den drei Bauphasen entstandene Gebäude umfasste eine Grundfläche von 3000 m² und ca. 15.000 m² Lager-, Tennen- und Darrenfläche. Es war somit eines der größten Gebäude für die Malzherstellung in Norddeutschland.

## Nutzung
Erstmals erwähnt wird die Malzfabrik Grevesmühlen 1872. Im Laufe der Jahre wurde das Gebäude auf verschiedenste Weise genutzt. Die Besitzer des ersten Komplexes waren Never und Picker. Picker erwarb die Brauerei am 1. Juli 1883 durch ein Konkursverfahren. Der damalige Wert betrug 110.000 Mark. Die ältesten Räume wurden für die Lagerung von Eis und die Züchtung von Pilzen genutzt. Der Dampfbrauerei Heintzmann und Never boten sich auch Räumlichkeiten für ihr Unternehmen. 1893 erfolgte eine Zwangsversteigerung. Dadurch wurde die Gründung der Malzfabrik Grevesmühlen GmbH möglich. 1905 wurde dieses Unternehmen erstmals im Staatskalender erwähnt.

## Geschichte

### Malzfabrik Grevesmühlen GmbH
Gründer der Gesellschaft waren Georg Mahn, Prokurist Friedrich Carow, Baumeister Eduard Dietze und Luis Hochbaum. Das Unternehmen wurde 1893 ins Handelsregister eingetragen. Das Anfangsstammkapital der Malzfabrik GmbH betrug 40.000 Mark. 1895 schied Herr Hochbaum aus. An seine Stelle trat Adolf Müller, der entscheidend zur Entwicklung der Fabrik beitrug. Später wurde Adolf Müller Malzfabrikdirektor.
Es zeichnete sich im Laufe der Jahre eine positive Entwicklung ab. Die Gesellschaftsverträge wurden aufgrund von Erhöhungen des Stammkapitals verändert. 1900/1901 erhöhte sich die Malzproduktion von 3000 auf 4000 Tonnen. Die Fabrik produzierte unter anderem Malz für die Rostocker Brauerei Mahn und Olerich, für die Grevesmühlener Brauerei Schall und Schwenke und sogar für Portugal und die Kolonie Deutsch-Ostafrika.
Die Blütezeit endete aufgrund von höheren Preisen für Malz und Bier. Die erste Krise folgte Anfang 1907. Die Arbeitsbedingungen verschlechterten sich. So betrugen die Arbeitszeiten von bis zu 13 ½ Stunden pro Tag. Der erste Streik ließ nicht lange auf sich warten. Mitte 1907 meldete die Fabrik Konkurs an. Als Gesellschafter fungierten nur noch Georg Mahn, Dietrich Helmerich und Adolf Müller.
Die Modernisierung der technischen Anlagen sollte 1910 den Aufschwung bringen. Neue Absatzgebiete, u. a. nach Schleswig-Holstein, ermöglichten 1913 einen Marktanteil von 71 %. So war die Mälzerei die wichtigste von allen in Mecklenburg. Ab 1921 kam es aufgrund der Nachkriegszeit, der Inflation und Weltwirtschaftskrise zu erheblichen Produktionseinschränkungen und finanziellen Problemen. Die Folgen waren z. B. häufige Wechsel der Gesellschafter.
„Die ständigen Veränderungen sind Ausdruck der wirtschaftlichen Verhältnisse der Malzfabrik Grevesmühlen GmbH, deren Situation sich durch die finanzielle Transaktionen erst ab Herbst 1934 besserte.“
1938/1939 ging es wieder aufwärts mit der Malzfabrik. Georg Naefke erwirbt sie am 7. März 1939. Die großen Pläne von neuen Maschinen und Förderanlagen konnten durch den Zweiten Weltkrieg nicht realisiert werden. Noch 1940/1941 wurde das beste Ergebnis bei der Produktion seit Jahrzehnten erreicht. Ende des Zweiten Weltkriegs durfte Malz nicht mehr für Bier verwendet werden, die Produktion stagnierte. Mit der Einführung der MALFA-Kaffee-Ersatz-Produktion stiegen 1946 die Umsatzzahlen wieder. Diese Neuorientierung schuf neue Arbeitsplätze und führte zur direkten Versorgung der Bevölkerung. 1942/1943 wurden nur 60 Brauereien beliefert, drei Jahre zuvor waren es noch 363.
Ab 1943 erfolgte eine Fremdnutzung der vorhandenen Räumlichkeiten: Die Malzfabrik wurde u. a. genutzt für die Lagerung von Nahrungsmitteln und die Materiallagerung der Luftwaffe. Die Schlosserei war Gefangenenlager. 1944 erfolgte die Demontage der modernen Rösterei. Von den Dornier-Werken wurden Flugzeugteile gelagert. Nebenbei lief teilweise die Produktion. Doch Ende Januar 1945 kam es zum endgültigen Produktionsstopp.
Ab 3. Mai 1945 war die Malzfabrik ein provisorisches Gefangenenlager für deutsche Wehrmachtsangehörige. Währenddessen wurde in der Malzfabrik nicht produziert, da der einzige Geschäftsführer in Frankreich in Gefangenschaft war.
Die Leitung übernahm Agnes Bartels, welche schon zuvor in der Malzfabrik gearbeitet hat. Sie bewahrte die Fabrik davor, Volkseigentum zu werden. Der Inhaber blieb jedoch Georg Naefke. Durch seine frühere NSDAP-Zugehörigkeit wurde die Firma kurzzeitig beschlagnahmt, aber 1946 wieder freigegeben.
Durch einen neuen Gesellschaftsvertrag wurden die Anteile an Frau Bartels und Elisabeth Voß, die Schwester von Georg Naefke, überschrieben. 1952 wurde der Gesellschaft eine erhebliche Steuerschuld auferlegt, um sie in Staatsbesitz zu bringen.
1953 wurde Walter Brose als Geschäftsführer eingesetzt. Viele Arbeitskräfte verließen durch die Spannung in der DDR das Land. Wirtschaftlich gesehen ging es der Fabrik nicht gut. Es fehlte an Rohstoffen und an Arbeitern. Durch Mithilfe von Grevesmühlener Betrieben gelang 1945 die Wiederaufnahme der Produktion. Es gab hin und wieder Rückschläge, doch durch die MALFA-Kaffee-Ersatz-Produktion und dem neuen Bierverlag konnten gute Umsätze erzielt werden. Es entstanden auch Ideen, die Produktion von Zuckerwaren, Puddingpulver und Backpulver aufzunehmen, die jedoch nie verwirklicht wurden. Der Mangel an Rohstoffen verringerte die Produktion. Es ging durch verschiedenste Modernisierungen aufwärts, doch bedeutete der ständige Wechsel von Gesellschaftern eine Belastung für die Firma.

### VEB Malzfabrik
| Jahr | Malz (in Tonnen) | Kaffeeersatzmischung (in Tonnen) |
| ---- | ---------------- | -------------------------------- |
| 1946 | 280              | 250                              |
| 1948 | 600              | 580                              |
| 1951 | 1.266            | 430                              |
| 1952 | 2.036            | 803                              |
| 1953 | 1.797            | 642                              |
| 1954 | 2.679            | 484                              |
| 1955 | 2.416            | 469                              |
| 1956 | 2.462            | 526                              |
| 1957 | 3.019            | 479                              |
| 1958 | 2.796            | 395                              |
| 1959 | 3.087            | 468                              |
| 1960 | 3.280            | 380                              |
| 1963 | 3.900            | -                                |

Am 1. Oktober 1955 wurde die Malzfabrik in Grevesmühlen als volkseigenes Unternehmen verpachtet. Die kommunale Verwaltung übernahm die Stadt Grevesmühlen. Das Unternehmen bekam damals den Zusatz VEB (K), was Volkseigener Betrieb (kreisgeleitet) bedeutet. Zu dieser Zeit hatte die ehemalige GmbH keine Befugnisse mehr. Allerdings gehörten die Vermögenswerte der GmbH. Betriebsleiter war Walter Brose und Geschäftsführer der GmbH Hans Blomberg.
Die Produktion stieg nun langsam wieder an. 1957 wurden 3019 Tonnen Braumalz in Grevesmühlen hergestellt. 1958 stand die Malzfabrik sogar an der Spitze aller volkseigenen Betriebe. Damals verzeichnete man 15 Tage Planvorsprung und eine Mehrproduktion von 10.840 DM. Im Jahr 1962 bekam die Malzfabrik eine neue und moderne Gerstenflockenanlage und eine Grünmalzanlage. Die Produktion stieg in den Folgejahren stark an, so dass sich im Jahr 1965 die Produktion auf 4500 Tonnen Malz erhöhte.
1969 wurde der VEB Malzfabrik dem VEB Getränkekombinat „Hanseat“ Rostock angegliedert. 1971 arbeiteten 50 Mitarbeiter in der Malzfabrik, davon 20 Frauen. Ab 1972 war Werner Unger Betriebsleiter. 1973 wurde die Malzfabrik weiter modernisiert. Das Weichhaus bekam neue Weichen und ein neues Sprühweichsystem. Dadurch konnte der Wasserverbrauch von 3000 auf 2000 Kubikmeter pro Jahr gesenkt werden. 1979 machten die Mitarbeiter in der Zeitung positiv auf sich aufmerksam. Sie hatten in Verbindung mit der Auszahlung der Jahresendprämie eine Solidaritätssammlung zur Unterstützung des leidgeprüften vietnamesischen Volkes durchgeführt.
1980 wurden die Darren umgebaut, die Hochleistungskippdarre ersetzte das Zwei-Horden-Trocknungsverfahren. 1984 erfolgte der Bau eines neuen Heizhauses. Ziel von Eckhard Weller war es, das Produktionsvolumen weiter zu steigern. Er beabsichtigte eine neue Malzfabrik zu bauen und die alte nur noch als Lager zu nutzen. Die fehlenden finanziellen und materiellen Mittel stoppten diese Pläne.
Weil das Alter und der Zustand der Fabrik nicht mehr für eine industrielle Nutzung ausreichte, entschloss sich Georg Naefke, die Malzfabrik am 30. Juni 1990 zu schließen. Die Malzfabrik wurde unter Denkmalschutz gestellt.

### Einkaufs- und Gewerbezentrum Malzfabrik
Nach der Schließung kamen zwei Nachfolger in Betracht. Die Nordmalz GmbH Wismar wollte die alte Fabrik sanieren und wieder nutzen. Eine andere Idee setzte sich aber letztendlich durch. Der Hamburger Bauunternehmer Manfred Vogler beabsichtigte die Malzfabrik zu einem Einkaufs- und Gewerbezentrum umzubauen. Der ursprüngliche Stil der Malzfabrik sollte aber erhalten bleiben. Die Malzfabrik wurde damit zur größten Baustelle des ehemaligen Kreises Grevesmühlen. Im Inneren entstanden nun Räume für Büros, Wohnungen, Arztpraxen und eine zweistöckige Einkaufspassage. Äußerlich blieb die Malzfabrik fasst unverändert. Außen kam es lediglich zur Abtragung und Kürzung des Maschinenhauses vor der ältesten Darre, des Hofgebäudes und der Schornsteine. Zudem wurden die Fassaden gereinigt, die Dachkonstruktion wurde auf Schäden geprüft und gegebenenfalls repariert. Um genügend Licht in die unteren Geschosse zu bekommen, entschloss man sich Dachlichtschächte einzubauen. Dafür wurden die alten Abdeckungen der Darre abgetragen. Nach dem Umbau gab es in der Malzfabrik viele verschiedene Geschäfte. Die Malzfabrik verfügte über eine Einkaufspassage, welche einen Markt- und Basarcharakter hatte. Zudem gab es in der Malzfabrik verschiedene Ärzte, eine Apotheke, ein Restaurant, mehrere Konferenzräume, Präsentationsräume und das Heimatmuseum von Grevesmühlen. Es gab vier Eingänge und sechs Aufzüge.

### Verwaltung des Landkreises Nordwestmecklenburg

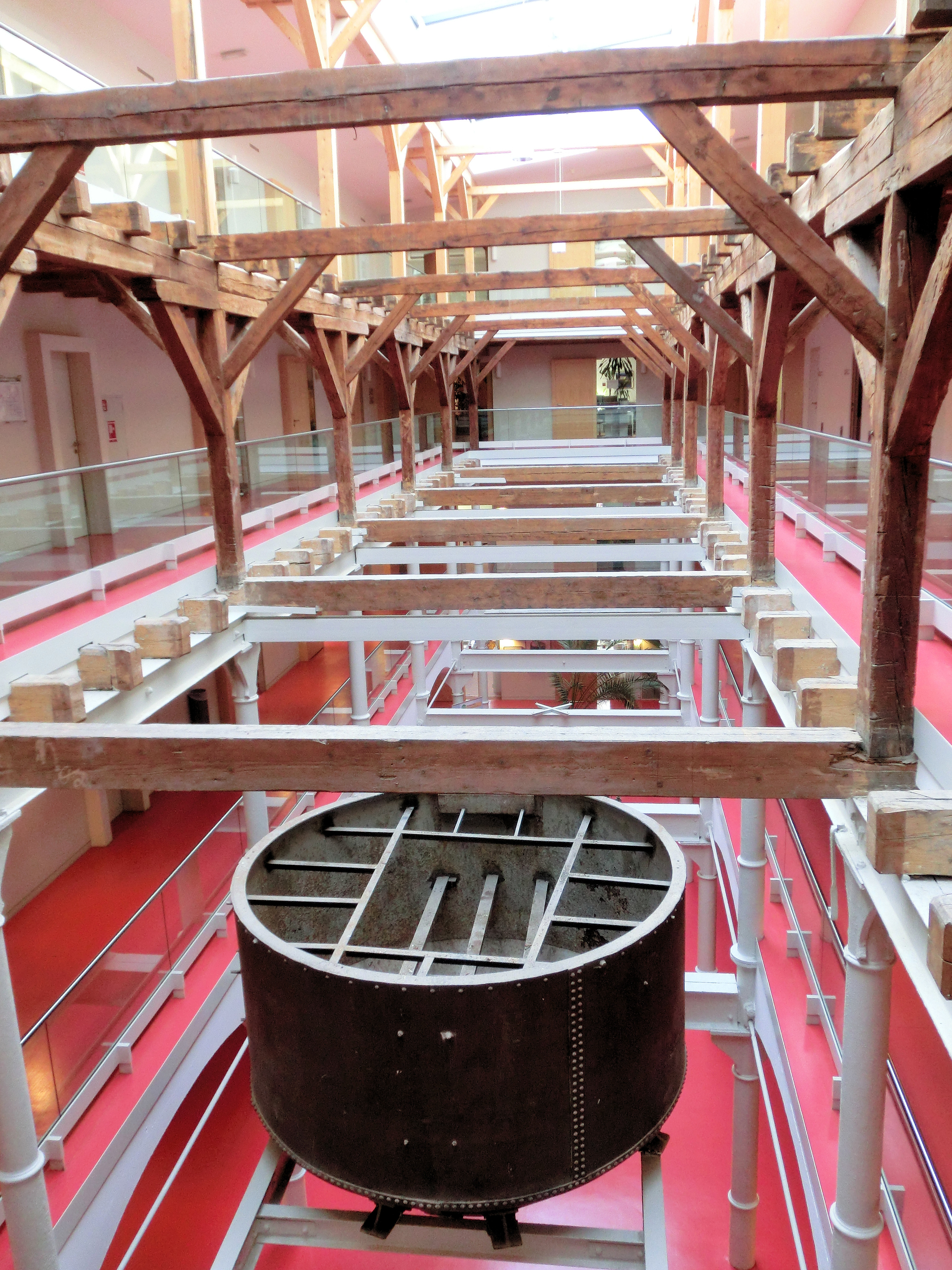
Innenansicht der bis 2004 sanierten Mälzerei

Am 11. Januar 1993 begann der Umzug der Verwaltung in die Malzfabrik. 1994 musste die Verwaltung aufgrund der damaligen Kreisgebietsreform und der daraus resultierenden Vergrößerung der Verwaltung wieder ausziehen. Die Verwaltung wurde nun dezentral auf dem Verwaltungsgelände am Bahnhof Grevesmühlen, in Gadebusch und in Wismar untergebracht. Doch das war nicht die ideale Lösung. Am 24. Februar 2000 sprach man sich für den Erwerb und Umbau der Malzfabrik aus, so dass die Verwaltung dort wieder einziehen konnte. Im Sommer 2002 war die Fabrik komplett leergezogen und somit konnte die Baufreiheit für das Bauvorhaben erlangt werden.
Der Baustart des Vorhabens mit Investitionen von einem Volumen von 9,8 Millionen Euro begann am 7. Oktober 2002. Im Juli 2004 war der Umbau vollzogen und die Verwaltung des Landkreises Nordwestmecklenburg konnte einziehen. 